# Darling (software)
Darling é um software livre e código aberto que tem como objetivo permitir que os aplicativos desenvolvidos para OS X possam rodar no sistema operacional Linux. Darling é uma camada de compatibilidade, como Wine. Ele duplica funções do OS X, fornecendo implementações alternativas de bibliotecas e frameworks que chamam programas OS X. Este método de duplicação difere de outros métodos que também podem ser considerados de emulação, onde os programas OS X executado em uma máquina virtual.
O projeto teve início no verão de 2012 e baseia-se em um projeto anterior, chamado maloader, que foi interrompido devido à falta de tempo. O desenvolvedor está testando aplicativos, como o Midnight Commander ou The Unarchiver na camada. Até agora, a camada tem demonstrado trabalhar com muitos aplicativos de console e algumas aplicações GUI simples. O projeto conta com GNUStep para a execução de determinados frameworks e fornece wrappers em cima de bibliotecas comuns do Linux para reutilizar o máximo de código aberto existente quanto possível. O projeto poderá também suportar aplicações IOS no futuro.

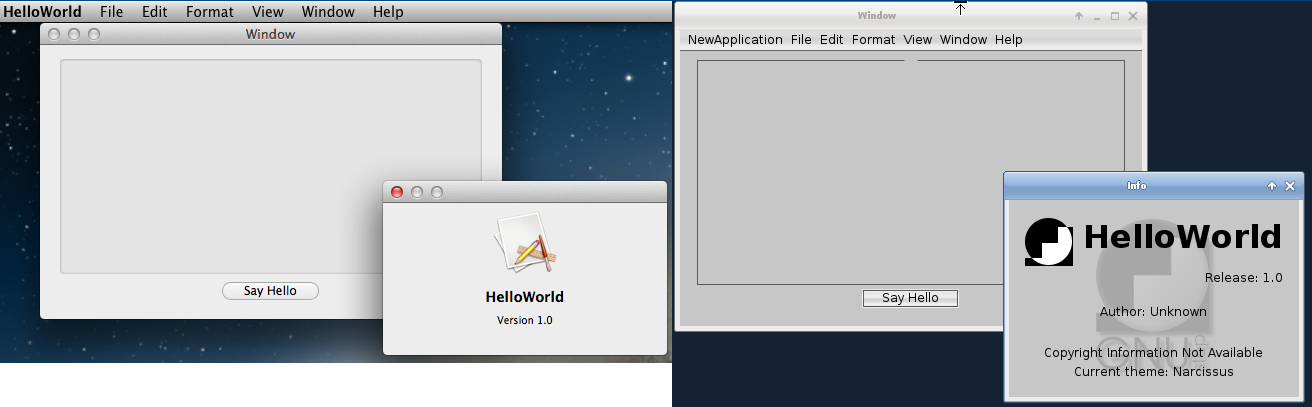
Um simples 'HelloWorld' demonstrado aplicativo Cocoa no OS X (esquerda) e Linux (à direita)

## Referêcias
1. ↑  Brodkin, Jon (6 de Agosto de 2013). «OS X apps run on Linux with Wine-like emulator for Mac software». Ars Technica. Consultado em 23 de Janeiro de 2014
2. ↑  «Project Status». Darling project. Consultado em 23 de Janeiro de 2014
3. ↑  «FAQ». Darling project. Consultado em 23 de Janeiro de 2014
4. ↑  Heath, Nick (15 de Julho de 2013). «OS X apps on their way to Linux courtesy of Darling project». ZDNet. Consultado em 23 de Janeiro de 2014